# Rachid Harkouk
Rachid Peter Harkouk (arab. رشيد حركوك) (ur. 19 maja 1956 w Londynie, Wielka Brytania) – angielsko-algierski piłkarz, występujący na pozycji pomocnika lub napastnika. Uczestnik Mistrzostw Świata 1986.

## Kariera klubowa
Rachid Harkouk urodził się w Londynie. Jego matka była Angielką a ojciec pochodził z Algierii. Całą piłkarską karierę spędził w Anglii. Karierę zaczął w 1974 roku w klubie Cherstey Town. W 1975 przeszedł do Feltham. W latach 1976–1978 występował w trzecioligowym Crystal Palace, gdzie trenerem był wówczas Terry Venables. W sezonie 1976–1977 awansował z Crystal Palace do drugiej ligi.
Dobra gra w Crystal Palace zaowocowała transferem do pierwszoligowego Queens Park Rangers, w którym grał przez dwa lata. W sezonie 1978–1979 spadł z Queens Park Rangers do drugiej ligi. W 1980 przeszedł do drugoligowego Notts County, w którym grał do końca kariery, którą zakończył w 1986 roku. W 1981 roku awansował z klubem z Nottingham do pierwszej ligi, po ponad pięćdziesiącioletniej przerwie. W 1984 roku spadł z Notts County do drugiej ligi, a w następnym roku do trzeciej. Na tym poziomie zakończył piłkarską karierę w 1986 roku.
Po zakończeniu kariery Rachid Harkouk zajął się biznesem.

## Kariera reprezentacyjna
W 1986 roku Rachid Harkouk zdecydował się na występy w reprezentacji Algierii i dzięki temu wystąpił na Mistrzostwach Świata 1986.
Na Mundialu wystąpił w dwóch meczach grupowych z: reprezentacją Hiszpanii 0-3 oraz reprezentacją Irlandii Północnej 1-1.